# Trần U công
Trần U công (chữ Hán: 陳幽公; trị vì: 854 TCN - 832 TCN), tên thật là Quy Ninh (媯寧), là vị vua thứ sáu của nước Trần – chư hầu nhà Chu trong lịch sử Trung Quốc.
Trần U công là con của Trần Thận công – vua thứ 5 nước Trần. Năm 855 TCN, Thận công mất, Quy Ninh lên nối ngôi, tức là Trần U công.
Sử sách không ghi chép sự kiện xảy ra liên quan tới nước Trần trong thời gian ông làm vua.
Năm 832 TCN, Trần U công qua đời. Ông ở ngôi được 23 năm. Con ông là Quy Hiếu lên nối ngôi, tức là Trần Ly công.